# Marcio de Oliveira Marques
Marcio de Oliveira Marques (* 14. April 1995), auch bekannt als Marcio Marques, ist ein brasilianischer Fußballspieler.

## Karriere
Marcio Marques erlernte das Fußballspielen in der Jugendmannschaft von Fluminense Rio de Janeiro im brasilianischen Rio de Janeiro. Von 2018 bis 2019 stand er bei dem brasilianischen Verein EC Democrata in Governador Valadares unter Vertrag. 2018 wurde er an den Social FC nach Coronel Fabriciano ausgeliehen. 2019 zog es ihn nach Asien, wo er in Thailand einen Vertrag beim Thai League 2Zweitligisten Kasetsart FC unterschrieb. Anschließend ging er nach Kambodscha, wo er einen Vertrag beim Nagaworld FC unterschrieb. Der Verein aus der Hauptstadt Phnom Penh spielte in der ersten Liga, der Cambodian League. 2021 wurde er mit 22 Toren Torschützenkönig der Liga. Im Januar 2022 zog es ihn nach Vietnam, wo ihn der Erstligist Nam Dinh FC aus Nam Định unter Vertrag nahm. Für Nam Dinh bestritt er sieben Erstligaspiele. Vom 21. Juli 2022 bis Oktober 2022 war er vertrags- und vereinslos. Am 20. Oktober 2022 nahm ihn der kambodschanische Erstligist Nagaworld FC ein zweites Mal unter Vertrag.

## Auszeichnungen
Cambodian League
- Torschützenkönig: 2021